# Бессон, Филипп
Филипп Бессон (фр. Philippe Besson; род. 29 января 1967, Барбезьё-Сент-Илер) — французский литературный критик и журналист, драматург и сценарист.

## Биография и творчество
Филипп Бессон родился 29 января 1967 года в Барбезьё-Сент-Илер. Его отец — учитель, а мать — секретарь нотариуса. У него есть старший брат. В 1984 году он учился в Подготовительной школе экономики имени Мишеля де Монтеня в Бордо, а в 1985—1987 годах учился в Высшем институте коммерции в Руане. В 1988—1989 годах он специализировался в области социального права в Бордо. В 1989 году он тяжело заболел геморрагической лихорадкой и долгое время лечился в больнице. В 1989 году он поселился в Париже и начал работать юристом и преподавателем социального права.
Его первый роман «В отсутствие мужчин» был опубликован в 2001 году. Это история 16-летнего подростка, который переживает интенсивный роман с солдатом, находящимся в отпуске во время Первой мировой войны, и подружился с Марселем Прустом.
В том же году был опубликован его второй роман «Его брат». Он был номинирован на премию «Фемина», а в 2003 году был экранизирован в одноименном фильме Патриса Шеро, удостоенном «Серебряного медведя» на Берлинском международном кинофестивале.
В 2002 году был опубликован его роман «Американская любовь».
В 2003 году вышел его роман «Итальянская любовь».
В 2017 году вышла первая часть его автобиографической трилогии «Останови свою ложь». В нем он рассказывает о своей первой истории любви в подростковом возрасте. Книга имела большой успех у критиков и публики.

## Политическая позиция
В политическом плане Филипп Бессон поддерживает президентскую кампанию Эммануэля Макрона, а также либеральную политику однополых браков и усыновления детей гомосексуальными парами.